# Explorer 7

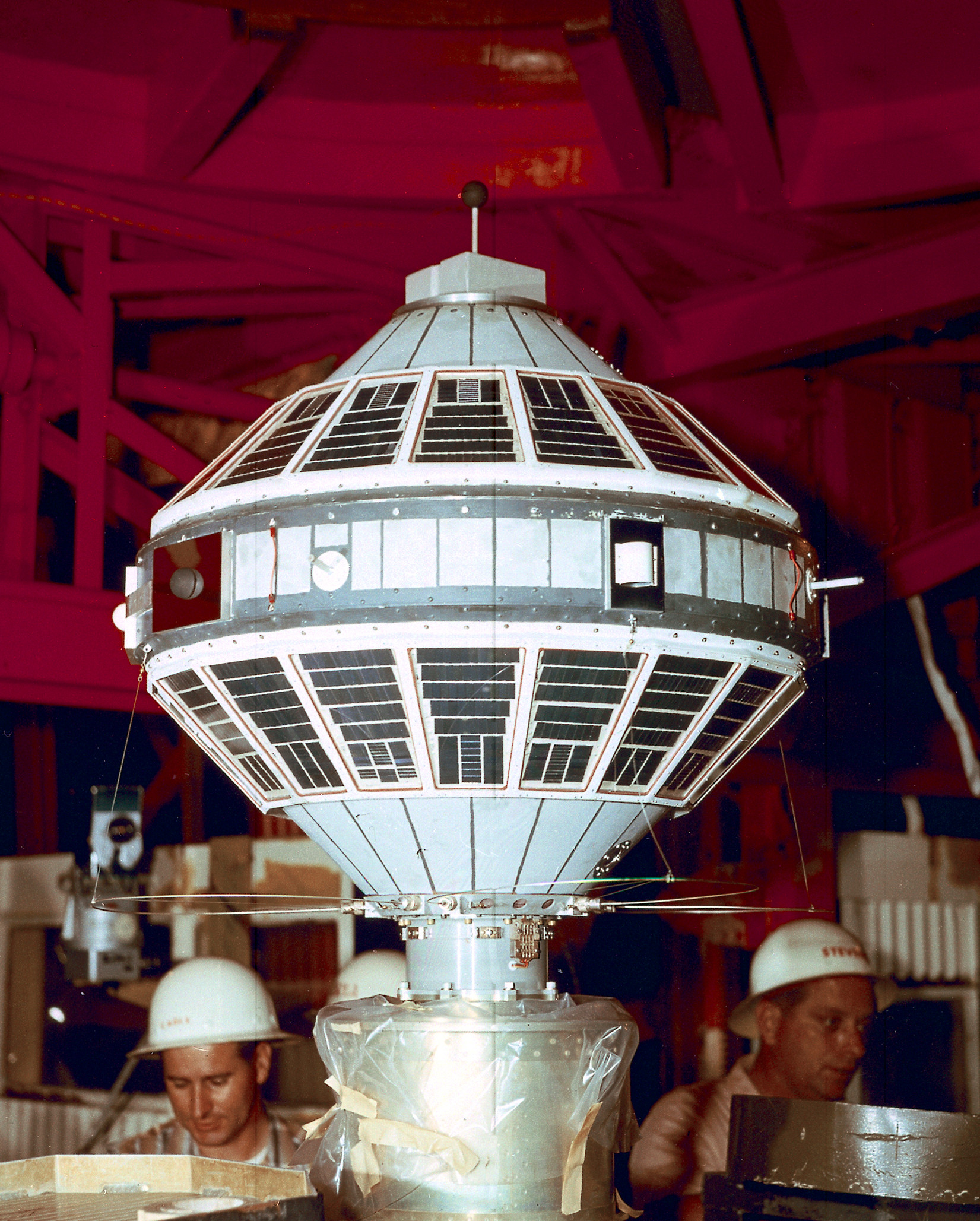
O satélite Explorer 7 sendo preparado.

Explorer 7 (1959-009A) foi um satélite artificial estadunidense de pesquisas da Terra, lançado em 13 de outubro de 1959, às 15:30:04 GMT, a partir da Estação da Força Espacial de Cabo Canaveral, nos Estados Unidos.   
Construído pelo Jet Propulsion Laboratory (JPL) e lançado pela NASA, o satélite possuía massa de 41,5 kg, com 75 cm de altura e 75 cm de largura e, dada sua alimentação, realizada  por células solares, contava com 15 baterias de níquel-cádmio, em torno de seu equador. 
O Explorer 7 transmitiu conjuntos de dados úteis em tempo real, desde seu lançamento até fevereiro de 1961, quando passou a transmitir intermitentemente, até 24 de agosto de 1961. Forneceu informações geofísicas significativas a respeito de radiação e tempestades magnéticas, demonstrou métodos de controle de temperaturas internas, registrou a primeira penetração de micrometeorito de um sensor em voo, e detectou padrões climáticos em larga escala.

## Histórico
O Explorer 7 foi projetado primariamente para medir os fluxos de raios X, raios Lyman-alfa solares, partículas energéticas aprisionadas e raios cósmicos primários pesados. Dentre seus objetivos secundários estavam a coleta de dados sobre a penetração de micrometeoritos e pulverização molecular, além do estudo do equilíbrio térmico entre a Terra e a atmosfera.
Os dados abrangentes do tubo Geiger Anton 112, a bordo do satélite Explorer 7, foram coletados ao longo de um período de 16 meses para estudar a dependência da latitude dos raios cósmicos em energias variadas, de uma forma muito mais completa do que era possível até então. Além disso, as observações foram feitas acima da atmosfera significativa, tanto nos hemisférios norte e sul quanto em uma ampla faixa de longitudes. O estudo presente usa mais de 5.000 pontos de dados de mais de 2.000 passagens do satélite. 